# La Fin du monde (film, 1916)
Pour les articles homonymes, voir La Fin du monde.
Pour plus de détails, voir Fiche technique et Distribution.
La Fin du monde ou L'Épée flamboyante (titre original : Verdens undergang; titre américain : The End of the World) est un film danois muet réalisé par August Blom, sorti en 1916.

## Synopsis
Une comète passant à proximité de la terre provoque des catastrophes naturelles et des désordres sociaux.

## Fiche technique
- Titre français : L'Épée flamboyante
- Titre international: The End of the World
- Titre original : Verdens undergang
- Réalisation : August Blom
- Scénario :  Otto Rung
- Directeur de la photographie : Louis Larsen, Johan Ankerstjerne (pour une scène)
- Décorateur : Axel Bruun
- Sociétés de production : Nordisk Film
- Producteur : Ole Olsen
- Durée : 77 minutes
- Lieux de tournages : Höganäs (Suède), Skagen (Danemark), Statens Museum for Kunst (Danemark)
- Format : Noir et blanc  - Muet
- Dates de sortie :
  -  Danemark : 1er avril 1916

## Distribution
- Moritz Bielawski
- Alf Blütecher
- Johanne Fritz-Petersen
- Olaf Fønss
- Erik Holberg
- Frederik Jacobsen
- Carl Lauritzen
- Thorleif Lund
- Ebba Thomsen
- K. Zimmerman